# Zelotes ovambensis
Zelotes ovambensis este o specie de păianjeni din genul Zelotes, familia Gnaphosidae, descrisă de Lawrence în anul 1927.
Este endemică în Namibia. Conform Catalogue of Life specia Zelotes ovambensis nu are subspecii cunoscute.